# Djurgårdens IF Boxning
Djurgårdens IF:s Boxning är en av landets äldsta boxningsklubbar. Från starten 1917 har 81 svenska mästerskap erövrats. Verksamheten är förlagd till Tomtebogatan 13 i Stockholm.

## SM-Guld
Djurgårdens IF Boxning har erövrat 81 svenska mästerskap fördelade enligt följande viktklasser
- Lätt flugvikt: 2
  - 2008, 2009
- Flugvikt: 6
  - 1922, 1927, 1928, 1963, 1964, 1981
- Bantarvikt: 5
  - 1924, 1939, 1952, 1953, 1965
- Fjädervikt: 15
  - 1923, 1925, 1927, 1931, 1950, 1951, 1968, 1969, 1970, 2002, 2003, 2006, 2007, 2008, 2009,2010
- Lättvikt: 10
  - 1921, 1922, 1923, 1953, 1958, 1961, 1971, 1980, 1991, 1992
- Lätt welter: 4
  - 1963, 1972, 1986, 1988
- Welter: 6
  - 1926, 1929, 1936, 1941, 1987, 2006
- Lätt mellanvikt: 1
  - 1958
- Mellanvikt: 9
  - 1929, 1939, 1940, 1963, 1964, 1971, 2006, 2007, 2008
- Lätt tungvikt: 9
  - 1920, 1922, 1926, 1927, 1930, 1931, 1942, 2006, 2008,2011
- Tungvikt: 12
  - 1926, 1927, 1928, 1936, 1937, 1938, 1939, 1940, 1949, 1986, 1987, 1990
- Supertungvikt: 1
  - 2006,2010,2011
- Welter, damer: 1
  - 2008

## Kända boxare
- Nils Ramm (1920-talet)
- John Andersson (1930-talet)
- Olle Tandberg (1930-talet)
- George Scott
- Lars Myrberg
- Badou Jack